# Dampfwurst
Dampfwurst ist eine einfache Brühwurst aus Rind- und Schweinefleisch, fettem Speck und Schweinelunge.
Zur Herstellung wird das Fleisch mit Eis, Gewürzen, Kutterhilfsmitteln und Nitritpökelsalz fein gekuttert, Speck und Lunge mit dem Kutter eingearbeitet, das Brät in Schweinedärme von etwa 3,5 Zentimeter gefüllt und die Wurst erst heiß geräuchert und zum Schluss gebrüht.
Dampfwurst wird vor dem Verzehr in heißem Wasser erhitzt und mit Senf und Brot als Imbiss serviert. In Berlin wird sie gelegentlich auch an Stelle der hochwertigeren, speziell dafür vorgesehenen Brühwürste zu Currywurst verarbeitet.